# Gherardo VI Correggio
Gherardo VI Correggio va ser fill de Giberto IV Correggio i Orsolina Pio. Va ser senyor sobirà de la meitat de Correggio, Campagnola i Fabbrico juntament amb els seus germans Pietro Correggio, Giberto V Correggio i Galasso Correggio el 1389; va obtenir la totalitat de la senyoria el 1391.
Va ser patrici de Parma i Patrici de Venècia. Va ser elegit el 1397 pel comú de Parma com a síndic dels nobles pel jurament a Gian Galeazzo Visconti, i va ser invitat del comú de Parma el 1402 per l'enterrament del duc; va participar en l'homenatge i jurament de fidelitat al duc de Milà el 1403, fet en nom de la família Correggio.
Va morir el 1430 i va deixar onze fills Giberto VI Correggio, Manfredo I Correggio, Antonio II Corregio, Niccolò I Correggio, Giovanni (exclòs del condomini per causes desconegudes), Dorotea, Giuduccia (morta 1457), una filla de nom desconegut, Romulea (monja), Irenea (monja) i Brunoro (bastard).
Giovanni va tenir dues filles: Giovanna (morta el 1460) i Tommasina. Brunoro va tenir un fill, Gerardo, la descendència del qual va portar el cognom Brunori fins a l'extinció al segle xvii, que va ser capità del duc de Milà i va morir en la batalla de Fornovo sul Taro el 6 de juliol de 1495